# Elena Gheorghe
Elena Gheorghe (30. srpnja 1985., Rumunjska) je rumunjska pop i latino pjevačica.
U prvoj polovici 2000-ih pridružila se rumunjskoj pop grupi Mandinga, s kojom je objavila dva albuma. Godine 2006. napustila je grupu i nastavila samostalnu karijeru. Objavila je tri studijska albuma i jedan album za kompilaciju. Debitantskim singlom "Vocea Ta" ušla je deset najboljih u rumunjskoj Top 100.

## Rani život i počeci karijere
Gheorghe je rođena u Bukureštu u obitelji aromunskog svećenika Gheorghe Gheorghea. Mnogi od njezinih predaka bili su pravoslavni svećenici. Ima sestru Anu, koja je novinarka, a brat Costin igra nogomet za Sportul Studenţesc. Njezina majka Mărioara Gheorghe narodna je umjetnica. Gheorghe je s njom debitirao na folk glazbenoj sceni kada je imala samo tri godine s pjesmom Sus în Deal în Poieniţă. S 11 godina pridružila se Dječjoj nacionalnoj palači gdje je pohađala satove pjevanja. Godine 2000. osvojila je zlatni trofej Mali medvjed (u Baia Mareu) s filmom One Moment In Time Whitney Houston. Godine 2001. sudjelovala je na festivalu Mamaia.

## Eurovizija 2009.
Godine 2009. je predstavljala Rumunjsku na Euroviziji s pjesmom "The Balkan Girls". U polufinalu je završila 9. s 67 boda, te se kvalificirala u finale, gdje je završila 19. s 40 bodova.

## Diskografija

### Studijski albumi
- 2006. Vocea Ta
- 2008. Lilicea Vreariei
- 2008. Te Ador[1]